# Симона Евгениева
Симона Евгениева е български модел, както и носителка на титлата „Мис България“.

## Биография
Симона Евгениева е родена на 20 декември 1994 г. в Монтана. След като завършва “Професионална Гимназия по строителство, архитектура и Геодезия „проф.арх. Стефан Стефанов“-гр. Монтана, получава диплома за строителен техник, след което се мести в София. През 2013 г. започва да следва във „Висше училище по Агробизнес и развитие на регионите – гр. Велико Търново“. През 2016 г. завършва бакалавърска степен, а през 2017 г. магистърска степен с отлична оценка от положен държавен изпит. През 2017 г., записва второ висше образование във „ВИАС-София“, специалност „Геодезия“. Носителка е на титлите Мис Туризъм, Мис Монтана, Мис Северозапад, както още много други, но най-значимата от тях си остава Мис България 2014. Има перфектните мерки – 90-62-90. Мис България 2014 Симона Евгениева, живее и работи в Англия.
През 2014 г. Симона Евгениева печели 25-ото издание на конкурса Мис България.